# Taekwondo aux Jeux africains de 2019
Navigation
2015 2023
Les compétitions de taekwondo aux Jeux africains de 2019 ont lieu du 21 au 23 août 2019 au Complexe sportif Moulay-Abdallah à Rabat, au Maroc.  

## Médaillés

### Hommes
| Épreuves | Or                                 | Argent                    | Bronze                          |
| -------- | ---------------------------------- | ------------------------- | ------------------------------- |
| - 54 kg  | Mohamed Khalil Jendoubi (TUN)      | Moat Azaz (EGY)           | Mouhamadou Moustapha Kama (SEN) |
| - 54 kg  | Mohamed Khalil Jendoubi (TUN)      | Moat Azaz (EGY)           | Solomon Tufa Demse (ETH)        |
| - 58 kg  | Omar Lakehal (MAR)                 | Issa Diakité (CIV)        | Casimir Betel (CHA)             |
| - 58 kg  | Omar Lakehal (MAR)                 | Issa Diakité (CIV)        | Hedi Neffati (TUN)              |
| - 63 kg  | Tariku Girma Demisu (ETH)          | Yassine Khezami (TUN)     | Christ Cedrick Bekah Seri (CIV) |
| - 63 kg  | Tariku Girma Demisu (ETH)          | Yassine Khezami (TUN)     | Abdelbasset Wasfi (MAR)         |
| - 68 kg  | Yacouba Garba Ismael (NIG)         | Abdelrahman Abow (EGY)    | Aaron Kobenan (CIV)             |
| - 68 kg  | Yacouba Garba Ismael (NIG)         | Abdelrahman Abow (EGY)    | Faical Saidi (MAR)              |
| - 74 kg  | Firas Katoussi (TUN)               | Seif Eissa (EGY)          | Soufiane Elasbi (MAR)           |
| - 74 kg  | Firas Katoussi (TUN)               | Seif Eissa (EGY)          | Seydou Fofana (MLI)             |
| - 80 kg  | Cheick Cissé (CIV)                 | Achraf Mahboubi (MAR)     | Faysal Sawadogo (BUR)           |
| - 80 kg  | Cheick Cissé (CIV)                 | Achraf Mahboubi (MAR)     | Sadikh Ababacar Soumaré (SEN)   |
| - 87 kg  | Seydou Gbane (CIV)                 | Salaheldin Khairy (EGY)   | Sunday Onofe (NGA)              |
| - 87 kg  | Seydou Gbane (CIV)                 | Salaheldin Khairy (EGY)   | Moustapha Fall (SEN)            |
| + 87 kg  | Issoufou Alfaga Abdoul Razak (NIG) | Abdelrahman Darwish (EGY) | Benjamin Okuomose (NGA)         |
| + 87 kg  | Issoufou Alfaga Abdoul Razak (NIG) | Abdelrahman Darwish (EGY) | Anthony Obame (GAB)             |

### Femmes
| Épreuves | Or                             | Argent                          | Bronze                        |
| -------- | ------------------------------ | ------------------------------- | ----------------------------- |
| - 46 kg  | Soukaina Sahib (MAR)           | Michelle Tau (LES)              | Flore Mbubu (COD)             |
| - 46 kg  | Soukaina Sahib (MAR)           | Michelle Tau (LES)              | Karabo Kula (BOT)             |
| - 49 kg  | Bouma Ferimata Coulibaly (CIV) | Nour Abdelsalam (EGY)           | Ikram Dhahri (TUN)            |
| - 49 kg  | Bouma Ferimata Coulibaly (CIV) | Nour Abdelsalam (EGY)           | Rabab Ouhadi (MAR)            |
| - 53 kg  | Chinazum Nwosu (NGA)           | Oumaima El Bouchti (MAR)        | Coumba Niang Ndoye (SEN)      |
| - 53 kg  | Chinazum Nwosu (NGA)           | Oumaima El Bouchti (MAR)        | Tsebaot Gosaye Fikadu (ETH)   |
| - 57 kg  | Nada Laaraj (MAR)              | Radwa Nada (EGY)                | Banassa Diomandé (CIV)        |
| - 57 kg  | Nada Laaraj (MAR)              | Radwa Nada (EGY)                | Tekiath Ben Yessouf (NIG)     |
| - 62 kg  | Safia Salih (MAR)              | Rewan Refaei (EGY)              | Vivian Chinwe Ndu (NGA)       |
| - 62 kg  | Safia Salih (MAR)              | Rewan Refaei (EGY)              | Koumba Nanah-Hélène Ibo (CIV) |
| - 67 kg  | Hedaya Wahba (EGY)             | Marie Frédérique Ekpitini (CIV) | Elizabeth Anyanacho (NGA)     |
| - 67 kg  | Hedaya Wahba (EGY)             | Marie Frédérique Ekpitini (CIV) | Urgence Mouega (GAB)          |
| - 73 kg  | Maisoun Tolba (EGY)            | Amani Layouni (TUN)             | Uzoamaka Otuadinma (NGA)      |
| - 73 kg  | Maisoun Tolba (EGY)            | Amani Layouni (TUN)             | Everlyne Aluocheolod (KEN)    |
| + 73 kg  | Fatima-Ezzahra Aboufaras (MAR) | Faith Wanjiku Ogallo (KEN)      | Mennatullah Abdalaal (EGY)    |
| + 73 kg  | Fatima-Ezzahra Aboufaras (MAR) | Faith Wanjiku Ogallo (KEN)      | Aminata Charlène Traoré (CIV) |

## Tableau des médailles
| Rang  | Nation                           | Or | Argent | Bronze | Total |
| ----- | -------------------------------- | -- | ------ | ------ | ----- |
| 1     | Maroc                            | 5  | 2      | 4      | 11    |
| 2     | Côte d'Ivoire                    | 3  | 2      | 5      | 10    |
| 3     | Égypte                           | 2  | 8      | 1      | 11    |
| 4     | Tunisie                          | 2  | 2      | 2      | 6     |
| 5     | Niger                            | 2  | 0      | 1      | 3     |
| 6     | Nigeria                          | 1  | 0      | 5      | 6     |
| 7     | Éthiopie                         | 1  | 0      | 2      | 3     |
| 8     | Kenya                            | 0  | 1      | 1      | 2     |
| 9     | Lesotho                          | 0  | 1      | 0      | 1     |
| 10    | Sénégal                          | 0  | 0      | 4      | 4     |
| 11    | Gabon                            | 0  | 0      | 2      | 2     |
| 12    | Botswana                         | 0  | 0      | 1      | 1     |
| 12    | Burkina Faso                     | 0  | 0      | 1      | 1     |
| 12    | Tchad                            | 0  | 0      | 1      | 1     |
| 12    | Mali                             | 0  | 0      | 1      | 1     |
| 12    | République démocratique du Congo | 0  | 0      | 1      | 1     |
| Total | Total                            | 16 | 16     | 32     | 64    |